# 檢地
檢地是日本中世紀至近代實行的農田面積和收穫量調査。相當於現在的税務調查。有時會被記作「儉地」（倹地）。

## 概要
在古代日本的律令制下，全國農地的所有權都是由國家持有。但是在平安時代，公地公民制開始崩潰，被稱為莊園的私有地體制漸漸被承認。於是，土地被分為國府管理的國衙領和以私有地存在的莊園。關於國衙領，國府會製作被稱為大田文的台帳，掌握農地面積和收穫量以及徵税量之類的基礎資料。但是以莊園形式存在的土地，沒有徵稅或為徵税的調査。這樣的狀態在鐮倉和室町時代都沒有改變。在室町後期，在混亂的戰國時代中，農業生産量劇烈地增加，但是因為對各地土地資料認知有限，割據勢力的農業生産量不斷消長，而且支配下有很多自立領主，想把握自己領內的實質總農業生産量是相當困難的事。
但是在經歷過戰亂的地方，有一部分國人超越了莊園和國衙領的界限，在地方確立支配權並成長為戰國大名。他們在自己的支配地域中，為了實行徵税的措施，於是進行土地調査以收集資料。北條早雲是最初進行檢地的大名，以後歴代當主都繼續奉行這個政策。但是其他大部份戰國大名都沒有能力在全部領地中實行檢地，多數是在新獲得的領地中實行，因為檢地會受到家臣團和有力一族強烈的抵抗，包括北條家的一部份大名在大規模檢地時，因為是新興勢力的關係而受到地方勢力的束縛。
急速擴大勢力的織田信長亦在領國内實行檢地，以整備農業生産量等基本資料。在信長死後，繼承政權的豐臣秀吉在日本實施第一次全國檢地（太閤檢地）。但是該次檢地實際上並不是豐臣氏的家臣直接執行，而是多數由大名自己申告，由此確知全國的石高制。太閤檢地被認為是相當劃時代，它不是由土地持有者來調査耕作者和向耕作者徵税。因此否定了領主和農民之間的各種職位，耕作者直接向領主交税，掃除了在農村的中間搾取者，例如武士之類的利益。
後來在江戶時代，為了農業技術的進歩、進展開發新田或是幕府和藩的財政惡化之類的原因而實行檢地。有因為檢地而向農民加重徵税的傾向，而試圖阻止農民暴動和一揆。
明治政府在農業收入中，把課税改成年貢制，引入向全土地徵税的地租系統，導致檢地政策開始走入歷史。